# Adelisa
Adelisa – imię żeńskie pochodzenia francuskiego. Powstało na skutek kontaminacji imion Adela i Lisa. Można je spotkać także w formach Adalicia, Adaliz i Adeliza.
W innych językach:
- wł. – Adelisa, warianty: Delisa, Adelisia